# Cejhae Greene
Cejhae Colin Greene (Saint John's, 6 ottobre 1995) è un velocista antiguo-barbudano.

## Biografia
Ha rappresentato Antigua e Barbuda ai Giochi olimpici estivi di Rio de Janeiro 2016 nella specialità dei 100 m piani, concludendo con l'eliminazione in semifinale con il tempo di 10"13. Nella staffetta 4×100 m è stato eliminato in batteria con Chavaughn Walsh, Jared Jarvis e Tahir Walsh.
Ai Giochi panamericani di Lima 2019 ha vinto la medaglia di bronzo nei 100 m piani, dietro allo statunitense Mike Rodgers e al brasiliano Paulo André de Oliveira.
Ha fatto la sua seconda apparizione olimpica a Tokyo 2020, dove è stato alfiere per la propria nazione durante la cerimonia d'apertura, assieme a Samantha Roberts. Ha corso i 100 m piani in 10"25 ed è stato eliminato in batteria.
Ai Giochi olimpici di Parigi 2024 è stato portabandiera alla sfilata delle delegazioni lungo la Senna, con Joella Lloyd. Nei 100 m piani è stato eliminato in batteria con il tempo di 10"17.

## Palmarès
| Anno | Manifestazione          | Sede           | Evento      | Risultato  | Prestazione | Note |
| ---- | ----------------------- | -------------- | ----------- | ---------- | ----------- | ---- |
| 2014 | Mondiali juniores       | Eugene         | 100 m piani | 6º         | 10"43       |      |
| 2014 | Giochi del Commonwealth | Glasgow        | 4×100 m     | 7º         | 40"45       |      |
| 2015 | Giochi panamericani     | Toronto        | 4×100 m     | Finale     | dq          |      |
| 2016 | Giochi olimpici         | Rio de Janeiro | 100 m piani | Semifinale | 10"13       |      |
| 2016 | Giochi olimpici         | Rio de Janeiro | 4×100 m     | Batteria   | 38"44       |      |
| 2017 | Mondiali                | Londra         | 100 m piani | Semifinale | 10"64       |      |
| 2018 | Giochi del Commonwealth | Gold Coast     | 100 m piani | Semifinale | 10"39       |      |
| 2018 | Giochi CAC              | Barranquilla   | 100 m piani | Bronzo     | 10"16       |      |
| 2019 | Giochi panamericani     | Lima           | 100 m piani | Bronzo     | 10"23       |      |
| 2019 | Mondiali                | Doha           | 100 m piani | Batteria   | 10"33       |      |
| 2021 | Giochi olimpici         | Tokyo          | 100 m piani | Batteria   | 10"25       |      |
| 2022 | Mondiali                | Eugene         | 100 m piani | Batteria   | 10"17       |      |
| 2022 | Giochi del Commonwealth | Birmingham     | 100 m piani | Semifinale | 10"45       |      |
| 2022 | Campionati NACAC        | Freeport       | 100 m piani | 4º         | 10"17       |      |
| 2023 | Giochi CAC              | San Salvador   | 100 m piani | 4º         | 10"43       |      |
| 2023 | Mondiali                | Budapest       | 100 m piani | Batteria   | 10"23       |      |
| 2024 | Giochi olimpici         | Parigi         | 100 m piani | Batteria   | 10"17       |      |